# Sabine B. Vogel
Sabine B. Vogel (* 1961 in Essen) ist eine deutsche Kunstkritikerin.

## Leben
Sabine B. Vogel studierte Germanistik und Kunstgeschichte an der Ruhr-Universität Bochum und wurde in Kunstgeschichte an der Universität für angewandte Kunst Wien promoviert.
In den 1980er Jahren arbeitete sie als Redakteurin bei der deutschen Kunstzeitschrift Wolkenkratzer Art Journal in Frankfurt, zog 1995 nach Wien und lebt seit 2001 in Klosterneuburg. Von 1999 bis 2015 betrieb sie zusammen mit dem Graphikdesigner Erwin K. Bauer das netmagazin kunstundbuecher.at mit Interviews und Buchrezensionen zu Kunst, Literatur, Kinderbüchern, Architektur und Design, seit 2015 betreibt sie den weblog sabinebvogel.at. Seit 2003 unterrichtet Vogel als Universitätslektorin an der Universität für Angewandte Kunst in Wien.
Von 2004 bis 2018 war sie im Vorstand der AICA AUSTRIA (internationale KunstkritikerInnen-Vereinigung), von 2009 bis 2018 als Präsidentin.
Ein Schwerpunkt ihrer Texte, die sie u. a. im Kunstforum, in der Neuen Zürcher Zeitung und der österreichischen Tageszeitung Die Presse veröffentlicht, liegt auf internationalen Biennalen.

## Kataloge + Schriften
- Oppositionen & Schwesterfelder. Ausstellungskatalog Wiener Secession. Wien 1993. Hrsg. Sabine B. Vogel, u. a. mit minimal club, Kirsten Mosher, Dan Peterman, Joe Scanlan, Cathy Skene & Christoph Schäfer, Ralf Weißleder, Achim Wollscheid.
- Surasi Kusolwong: If a Lion Could Talk. Hrsg. Gerald Matt. Text Sabine B. Vogel. Kunsthalle Wien 2005.
- Galerie der Stadt Schwaz 1998–2005. Hrsg. Martin Janda. Texte u. a. Sabine B. Vogel. Schlebrügge.Editor, Wien 2006.
- Fremde Bilder ganz vertraut – Eine Annäherung an die zeitgenössische indische Kunst. In: Chalo! India, Hrsg. Essl Museum, Prestel Verlag 2009.
- Die Macht des Ornaments. Ausstellungskatalog Belvedere. Wien 2009. Hrsg. Agnes Husslein-Arco und Sabine B. Vogel, u. a. Sakshi Gupta, Mona Hatoum, Josef Hoffmann, Aisha Khalid, Gustav Klimt, Brigitte Kowanz, Shirin Neshat, Imran Qureshi, Monir Sharoudy Farmanfarmaian, Raqib Shaw, Jörn Stoya, Philip Taaffe
- Biennalen – Kunst im Weltformat. Springer Verlag, Wien New York 2010
- Biennals – Art on a Global Scale. Springer Verlag, Wien New York 2010
- Museums and More. In: Contemporary Vienna, Hrsg. Christoph Thun-Hohenstein, Schlebrügge.Editor, Wien 2010.
- Globalkunst: Eine neue Weltordnung. In: east by south west, Hrsg. curated_by. Verlag für Moderne Kunst, Nürnberg 2011.
- Political Patterns – Ornament im Wandel Ausstellungskatalog ifa Galerie, Reihe Kulturtransfer. Berlin Stuttgart 2011. Doris Bittar, Adriana Czernin, Parastou Forouhar, Abdulnasser Gharem, Aisha Khalid, Zena el Khalil, Imran Qureshi, Philip Taaffe

Weitere Texte
- Kiosk und Kunst. In: Peter Weibel (Hrsg.): Kontextkunst. The Art of the 90's. DuMont, Köln 1994.
- Installationen – Von der Dehnbarkeit eines Begriffs. In: Carl Aigner, Daniela Hölzl (Hrsg.): Kunst und ihre Diskurse – Österreichische Kunst in den 80er und 90er Jahren. Passagen, Wien 1999.
- Individuelle Module. In: Get Together – Kunst als Teamwork. Hrsg. Kunsthalle Wien. Folio, 1999.
- Warum suchen sie die Wirklichkeit? Dokumentarische Strategien in der Kunst. In: NZZ. 3. Mai 2003.(online)
- Kunst und Architektur – die Geschichte einer wechselvollen Partnerschaft. In: Zeitgenössische Kunst im Parlament. Parlamentsdirektion der Republik Österreich, 2006, S. 6–12. (online)
- Keine Sicherheit, nirgends – Vom Umgang der zeitgenössischen Kunst mit der Wirklichkeit. In: NZZ. 14. Juli 2007. (online)
- Der Tod lebt – Die Kunst der Gegenwart zelebriert den Totenschädel. In: NZZ. 3. November 2007. (online)
- 10. Istanbul Biennale 2007. (online)
- 3. Riwaq Biennale 2009. In: www.artnet.de/magazine 4. November 2009. ()
- Die Neuinszenierung der Welt. Globalkunst überwindet mehr als nur die Grenzen. In: NZZ. 12. Juni 2010. ()
- Die Grande Dame von Shanghai Pearl Lam. In: Weltkunst LIVING, Oktober 2011.
- Globalkunst. Themenschwerpunkt herausgegeben von Sabine B. Vogel, In: Kunstforum Bd. 220, März/April 2013.
- Grenzenlose Skulptur. Themenschwerpunkt herausgegeben von Sabine B. Vogel, In: Kunstforum Bd. 229, Oktober/November 2014.
- Die neue Auftragskunst. Themenschwerpunkt herausgegeben von Sabine B. Vogel, In: Kunstforum Bd. 244, Januar/Februar 2017.
- 57. Biennale Venedig. Kommentare zu allen Länderbeiträgen von Sabine B. Vogel und Susanne Boecker, In: Kunstforum Bd. 247, Juli 2017.
- documenta 14. Kommentare zu allen Beiträgen von Sabine B. Vogel und Susanne Boecker, In: Kunstforum Bd. 248/249, August/September 2017.
- Louvre Abu Dhabi In: Kunstforum Bd. 251, Dezember 2017-Januar 2018.
- Moderne, reloaded. Themenschwerpunkt herausgegeben von Sabine B. Vogel und Sabine Maria Schmidt, In: Kunstforum Bd. 252, Februar/März 2018.
- Manifesta12 in Palermo. Kommentare zu sämtlichen Beiträgen, In: Kunstforum Bd. 255, August 2018.